# Acanthocystis antonkomolovi
Acanthocystis antonkomolovi (лат.) — вид центрохелидных солнечников из рода Acanthocystis.

## Этимология
Видовое название нового таксона дано в честь теле- и радиоведущего Антона Игоревича Комолова.

## Распространение
Обнаружены в пробе из болота Моховое в Усманском бору (Воронежская область России).

## Описание
Диаметр клетки — 20—22 мкм. Перипласт представлен пластинчатыми чешуйками и радиальными спикулами одного типа. Как и другие центрохелидные солнечники (Centrohelida Kühn, 1926) представляют собой сферические одноклеточные организмы с расходящимися от всего тела лучами-аксоподиями, снабжёнными стрекательными органеллами (экструсомами) для заякоривания мелкой подвижной добычи и играют роль пассивного хищника (Siemensma, 1991; Микрюков, 1998, 2002).